# アレッポ国

アレッポ国
État d'Alep (フランス語)
دولة حلب (アラビア語)

オレンジの区域がアレッポ国

アレッポ国（アレッポこく、フランス語: État d'Alep、アラビア語: دولة حلب）は、フランス委任統治領シリアのアンリ・グロー高等弁務官によって設立された6つの国家の一つである。

## 解説
1922年6月28日にグローはアレッポ国、ダマスカス国、アラウィー派国の3つで構成されたシリア連邦を設立したが、アラウィー派国は1924年に再び分離した。その後アレッポ国は、ダマスカス国と統合しシリア国となった。尚、アレッポ国の旗は1925年1月25日に完全に廃止されるまで使われた。

## 設立

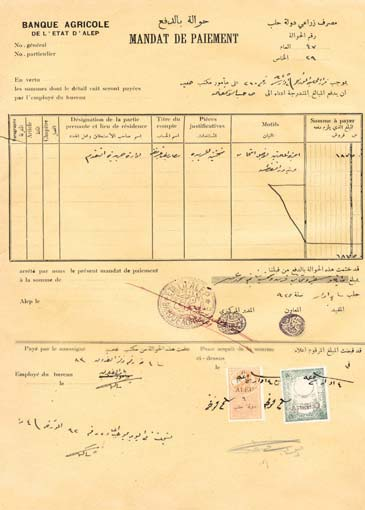
アレッポ国の名前とスタンプが押された公式文書

## 関連文献
- al-Ghazzi, Kamil, Nahr al-dhahab fi tarikh halab, (History of Aleppo), 3 vols., Aleppo, 1922–1926.
- L'indicateur Libano-Syrienne. Eds. E & G. Gédéon. Beirut, 1923, 1928–1929.
- Recueil des Actes Administratifs du Haut-Commissariat de la République Française en Syrie et au Liban. Beirut, 1919–1920, 1921–1939.

座標: 北緯36度13分 東経37度10分 / 北緯36.217度 東経37.167度